# Градина (Травник)
Градина је насељено место у Босни и Херцеговини у општини Травник. Административно припада Федерацији Босне и Херцеговине, односно њеном Средњобосанском кантону. Према попису становништва из 2013. у насељу је било 388 становника, а већинску популацију чинили су Бошњаци.

## Становништво
По последњем службеном попису становништва из 2013. године у овом насељу живело је 388 становника, а село је било етнички хомогено са већинском бошњачком популацијом.
| Националност | 2013. | 1991.        | 1981.        | 1971.        |
| Бошњаци      | —     | 605 (99,34%) | 558 (99,82%) | 443 (98,88%) |
| Срби         | —     | 0            | 0            | 4 (0,89%)    |
| Југословени  | —     | 2 (0,33%)    | 0            | 0            |
| остали       | —     | 2 (0,33%)    | 1 (0,18%)    | 1,022 (%)    |
| Укупно       | 388   | 609          | 559          | 448          |